# Кастелно де Монмирал
Кастелно де Монмирал (фр. Castelnau-de-Montmiral) насеље је и општина у јужној Француској у региону Миди Пирене, у департману Тарн која припада префектури Алби.
По подацима из 2011. године у општини је живело 981 становника, а густина насељености је износила 11,05 становника/km². Општина се простире на површини од 88,81 km². Налази се на средњој надморској висини од 267 метара (максималној 485 m, а минималној 153 m).

## Демографија
| 1962. | 1968. | 1975. | 1982. | 1990. | 1999. | 2011. |
| ----- | ----- | ----- | ----- | ----- | ----- | ----- |
| 1.192 | 1.215 | 1.037 | 958   | 910   | 895   | 981   |

График промене броја становника у току последњих година